# Élections législatives de 1967 au Kerala
L'élection de l'assemblée législative du Kerala en 1967 a été organisée pour constituer la quatrième assemblée du Kerala. Cette élection, organisée après celle de 1965 qui n'avait pas abouti à la formation d'un gouvernement, a permis à la nouvelle alliance du Front uni de former le gouvernement, tandis que l'INC, qui se présentait cette fois seul, ne disposait plus que de 9 sièges. E. M. S. Namboodiripad a prêté serment en tant que ministre en chef le 6 mars 1967,.

## Contexte
Lors des élections de 1965, aucun parti n'a été en mesure de former un gouvernement au Kerala. Aucune coalition viable n'a vu le jour et le Kerala est retourné au president's rule pour deux années supplémentaires.
Le Kerala s'est à nouveau rendu aux urnes en 1967. Les deux partis communistes le CPI (M) et le CPI, ainsi que des partis plus petits, dont le SSP et la Ligue musulmane, se sont présentés à ces élections sous la forme d'un Front uni. Au total, sept partis se sont présentés au sein de ce front, connu sous le nom de Saptakakshi Munnani. Le Congrès et le Congrès du Kerala se sont présentés séparément. Le pourcentage total des votes a été de 75,67%.

## Circonscriptions
Il y avait 133 circonscriptions au total, dont 120 pour la catégorie générale, 11 pour les castes répertoriées et 2 pour les tribus répertoriées.

## Partis politiques
Les partis nationaux en lice étaient le Parti communiste indien, le Parti communiste indien (marxiste), le Congrès national indien, le Parti socialiste Praja, le Parti socialiste Sanghata et le Parti Swatantra, ainsi que les partis des États, la Ligue musulmane de l'Union indienne et le Congrès du Kerala.

## Résultat
|  | Parti                                       | Drapeau | Sièges disputés | Voix      | +/-  | %     | Sièges | +/- |
|  | ------------------------------------------- | ------- | --------------- | --------- | ---- | ----- | ------ | --- |
|  | Parti communiste d'Inde (marxiste) (CPI(M)) |         | 59              | 1 476 456 | 3,64 | 23,51 | 52     | 12  |
|  | Parti communiste d'Inde (PCI)               |         | 22              | 538 004   | 0,27 | 8,57  | 19     | 16  |
|  | Indian Union Muslim League (IUML)           |         | 15              | 424 159   | 2,92 | 6,75  | 14     | 8   |
|  | Parti socialiste Samyukta (SSP)             |         | 21              | 527 662   | 0,27 | 8,4   | 13     | 6   |
|  | Congrès national indien (INC)               |         | 133             | 2 789 556 | 1,88 | 35,43 | 9      | 27  |
|  | Kerala Congress                             |         | 61              | 475 172   | 5,01 | 7,57  | 5      | 18  |
|  | Bharatiya Jana Sangh                        |         | 24              | 55 584    | NA   | 0,88  | 0      | NA  |
|  | Parti socialiste Praja (PSP)                |         | 7               | 13 991    | NA   | 0,22  | 0      | NA  |
|  | Parti Swatantra (SWA)                       |         | 6               | 13 105    | NA   | 0,21  | 0      | NA  |
|  | Indépendant                                 |         | 75              | 531 783   | 5,27 | 8,47  | 15     | 3   |

## Formation du gouvernement
Le Front uni a réalisé une performance spectaculaire en remportant la plupart des sièges. Le Congrès et le Congrès du Kerala ont été décimés avec respectivement 9 et 5 sièges. E. M. S. devient ministre en chef pour la deuxième fois. Le deuxième ministère E. M. S. Namboodiripad compte 14 membres. Pour la première fois dans l'histoire du Kerala, le cabinet comprend également des membres de la Ligue musulmane.
Le CPI (M) et le CPI ont continué à se méfier l'un de l'autre. La plupart des petits partis n'étaient pas satisfaits de l'autoritarisme présumé du CPI (M) en matière de gouvernance. Cette période a également été marquée par une série de grèves d'étudiants et de licenciements de policiers. Le CPI, le SSP et la Ligue musulmane finissent par former un groupe au sein du front et travaillent ensemble. De nombreux ministres des petits partis ont fini par démissionner et de nombreux partis ont ensuite quitté le front. Le 24 octobre 1969, E.M.S présente sa démission en raison de la perte de la majorité à l'assemblée.